# (73295) 2002 JM67
2002 جاي أم 67 (ويعرف أيضًا باسم (73295) 2002 جاي أم 67 وفق تسمية الكوكب الصغير) (بالإنجليزية: 2002 JM67)‏ هو كويكب ضمن حزام الكويكبات؛ وترتيبه 73295 من حيث الاكتشاف.
اكتُشف هذا الجُرم الفلكي بواسطة وولف بيكل ‏ في 8 مايو 2002.

## وصلات خارجية
- (73295) 2002 JM67 في قاعدة بيانات مختبر الدفع النفاث لأجرام النظام الشمسي الصغيرة

- الاكتشاف · مخطط المدار ·  العناصر المدارية · المعلمات المادية

- (73295) 2002 JM67 على موقع ويكي سكاي: DSS2, SDSS, GALEX, IRAS, Hydrogen α, X-Ray, Astrophoto, Sky Map, Articles and images